# Речная (Нижегородская область)
Речная — деревня в Городецком районе Нижегородской области. Входит в состав Кумохинского сельсовета.

## История
В 1965 г. Указом Президиума ВС РСФСР деревня Безделово переименована в Речная.

## Население
| 2002 | 2010 |
| ---- | ---- |
| 20   | ↘14  |